# Mohammed Aliyu Datti
Mohammed Aliyu Datti zwany Aliyu (ur. 14 marca 1982 w Kadunie) piłkarz – nigeryjski grający na pozycji napastnika. Nosi przydomek „Czarna Gazela”.

## Kariera klubowa
Mohammed pochodzi z miasta Kaduna. W 1997 roku zauważyli go wysłannicy włoskiej Padovy Calcio i ściągnęli 15-letniego Nigeryjczyka do swojego klubu. W Serie B zagrał 4 mecze i przeszedł do Ravenny Calcio, w której również nie grał zbyt wiele.
Latem 1998 za 4 miliony dolarów Aliyu przeszedł do A.C. Milan stając się pierwszym graczem z Nigerii w historii tego klubu, a pod koniec sezonu pierwszym Nigeryjczykiem, który zdobył scudetto. Wystąpił jednak tylko w jednym meczu, 24 stycznia 1999 mając 16 lat i stając się trzecim najmłodszym piłkarzem Milanu w historii po Gianni Riverze Paolo Maldinim. Aliyu grał tylko kilka minut, ale pod koniec meczu został faulowany przed polem karnym i rzut wolny skutecznie wykorzystał Bruno N’Gotty i Milan wygrał 3:2. Latem 1999 Aliyu zdobył 5 z 7 goli dla Milanu w sparingowych meczach przed sezonem. Dzięki temu dostał szansę w 1. kolejce sezonu, w zremisowanym 2:2 meczu z US Lecce, ale był to jego jedyny mecz w sezonie i z Milanem zajął 3. miejsce. Latem 2000 Mohammed został wypożyczony do AC Monza. W Serie B w końcu mógł się ogrywać z dorosłym futbolem i zagrał w 20 meczach zdobywając 3 gole. Latem 2001 dobrze spisywał się w sparingach, jednak tuż przed rozpoczęciem sezonu doznał kontuzji i stracił na jej leczenie cały rok. Na sezon 2002/2003 Aliyu został wypożyczony do drugoligowej Sieny, w której rozegrał jednak tylko 4 mecze jako rezerwowy i miał niewielki udział w promocji drużyny do Serie A.
Latem 2003 Aliyu opuścił Mediolan i wyjechał do Belgii. Podpisał 2-letni kontrakt z opcją przedłużenia na kolejny ze Standardem Liège. W pierwszych dwóch kolejkach ligowych, z Excelsiorem Mouscron i KSC Lokeren zdobył po golu. Łącznie w 28 meczach zdobył 8 goli i ze Standardem zajął 3. miejsce. Na sezon 2004/2005 Mohammed został wypożyczony do RAEC Mons. Tam popisywał się wysoką skutecznością i zdobył aż 14 goli w lidze będąc piątym strzelcem Eerste Klasse. Drużyna Mons zajęła jednak ostatnią pozycję i została zdegradowana. Przed sezonem 2005/2006 Aliyu trafił do KAA Gent, jednak pobytu w tym zespole nie może uznać za udany. Ciągle doznawał kontuzji i zdobył tylko 2 gole dla czwartej drużyny ligi. Latem 2006 znów zmienił klub i tym razem trafił do SV Zulte-Waregem zastępując w ataku Ibrahima Salou, który odszedł do Club Brugge. W zespole z Waregem zagrał w 13 meczach i strzelił tylko 1 gola i w styczniu 2007 powrócił do Mons na zasadzie wolnego transferu. W latach 2008–2009 grał w nigeryjskim Niger Tornadoes FC, a w 2009 roku wrócił do Belgii i został piłkarzem trzecioligowego KFC Dessel Sport.
| Sezon   | Klub               | Kraj    | Rozgrywki     | Mecze | Bramki |
| ------- | ------------------ | ------- | ------------- | ----- | ------ |
| 1997    | Kaduna United FC   | Nigeria | I. liga       | ?     | ?      |
| 1997/98 | Padova Calcio      | Włochy  | Serie B       | 4     | 0      |
| 1997/98 | Ravenna Calcio     | Włochy  | Serie B       | ?     | ?      |
| 1998/99 | A.C. Milan         | Włochy  | Serie A       | 1     | 0      |
| 1999/00 | A.C. Milan         | Włochy  | Serie A       | 1     | 0      |
| 2000/01 | AC Monza           | Włochy  | Serie B       | 26    | 3      |
| 2001/02 | A.C. Milan         | Włochy  | Serie A       | 0     | 0      |
| 2002/03 | AC Siena           | Włochy  | Serie B       | 4     | 0      |
| 2003/04 | Standard Liège     | Belgia  | Eerste Klasse | 29    | 8      |
| 2004/05 | RAEC Mons          | Belgia  | Eerste Klasse | 30    | 14     |
| 2005/06 | KAA Gent           | Belgia  | Eerste Klasse | 23    | 2      |
| 2006/07 | SV Zulte-Waregem   | Belgia  | Eerste Klasse | 13    | 1      |
| 2006/07 | RAEC Mons          | Belgia  | Eerste Klasse | 10    | 0      |
| 2007/08 | RAEC Mons          | Belgia  | Eerste Klasse | 15    | 0      |
| 2008/09 | Niger Tornadoes FC | Nigeria | I. liga       | ?     | ?      |
| 2009/10 | Dessel Sport       | Belgia  | III. liga     | 3     | 0      |

## Kariera reprezentacyjna
W 1997 roku Aliyu był członkiem reprezentacji Nigerii U-17, która wygrała Meridian Cup w Portugalii.
W pierwszej reprezentacji Nigerii Mohammed zadebiutował 29 maja 2004 w wygranym 3:0 meczu z Irlandią rozegranym w ramach Pucharu Jedności w Londynie. Wystąpił też w drugim meczu tego pucharu, wygranym 2:0 z Jamajką. Zaraz potem wystąpił w dwóch kolejnych meczach kwalifikacji do Mistrzostw Świata w Niemczech, z Rwandą (2:0) i Angolą (0:1).